# Šmu'el Kac (politik)
Šmu'el Kac (hebrejsky: שמואל כץ, neformálně Muki Kac, מוקי כץ, žil 9. prosince 1914 – 9. května 2008) byl sionistický aktivista, izraelský politik a poslanec Knesetu za stranu Cherut.

## Biografie
Narodil se v tehdejší Jihoafrické unii (dnes Jihoafrická republika), kde absolvoval univerzitu. V roce 1936 přesídlil do dnešního Izraele. V roce 1937 se zapojil do aktivit židovských jednotek Irgun. Roku 1939 se přestěhoval na přání Vladimíra Žabotinského do Londýna. Roku 1946 se vrátil do dnešního Izraele. V roce 1948 byl zodpovědný za informační službu Irgunu v Evropě. Podílel se na vyslání lodi Altalena s dodávkami zbraní.

## Politická dráha
V mládí se od roku 1930 angažoval v hnutí Bejtar v jižní Africe. Byl členem hnutí pro obnovu hebrejské kultury v Johannesburgu. V letech 1932–1934 byl členem mládežnického výboru při sionistické organizaci v jižní Africe. Založil revizionistický list The Jewish Standard. V roce 1948 zakládal politické hnutí Cherut. V izraelském parlamentu zasedl po volbách v roce 1949, kdy kandidoval za Cherut. Byl členem výboru House Committee, výboru pro zahraniční záležitosti a obranu a výboru pro ústavu, právo a spravedlnost.
Koncem 60. let 20. století zasedl ve vedení Hnutí za Velký Izrael a publikoval pravidelné sloupky v jeho listu Zot ha-Arec. V letech 1977–1978 byl poradcem premiéra Menachema Begina. Roku 1978 odešel z hnutí Cherut. Později se angažoval ve straně Techija a o několik let později v uskupení Cherut - Národní hnutí.